# 巫慧敏
巫慧敏（1973年1月15日—2021年7月29日），女，上海人。中华人民共和国歌手，代表曲目为《卖汤圆》。

## 演艺生涯

### 早期
1984年，巫慧敏在上海青年歌唱比赛中赢得五大比赛，成为上海家喻户晓的童星。1985年，巫慧敏参加了第一届卡西欧歌唱大赛并获得冠军。
20世纪90年代初，流行音乐开始在日本流行，为了有更好的前途，巫慧敏前往日本发展。

### 在日本
巫慧敏在日本的艺名为amin。2003年6月，巫慧敏在日本推出个人专辑《百合花》，而先些时候，她就因一首三得利饮料广告曲一举在日本成名。2005年12月31日，巫慧敏成了继邓丽君、欧阳菲菲之后第三个站上日本红白歌会的華裔女歌手。
2010年上海世博会时，作为中日友好大使的巫慧敏与日本歌姬平原绫香合作，在日本馆连续演出三天。

### 在中国
2010年，巫慧敏带着新专辑《我的生活，我的歌》（《my life，my songs》）一度回国发展，专辑内包含了《我是一只小小鸟》《橄榄树》等多首经典歌曲。不过巫慧敏在回国发展的同时并没有放弃在日本的事业。

## 去世
2021年7月29日，巫慧敏因癌症在日本东京去世。2022年11月1日，落葬于上海福寿园枕霞园，并设有巫慧敏的纪念雕塑。其当年获得的《卡西欧家庭演唱大奖赛》冠军奖杯和巫慧敏当年爱用的获奖卡西欧电子琴等物品捐赠给上海福寿园人文纪念馆。

## 家庭
巫慧敏的父亲是中国古典音乐作曲家和碗琴演奏家巫洪宝，她的姐姐是二胡演奏家巫謝慧。